# Clairvaux-i Szent Bernát
Clairvaux-i [ejtsd 'klervói'] Bernát (latin: Bernardus Claraevallensis), katolikus nevén Clairvaux-i Szent Bernát (franciául: Saint Bernard de Clairvaux, latinul: Sanctus Bernardus Claraevallensis), (Fontaine-lès-Dijon, 1090 vagy 1091 – Clairvaux, 1153. augusztus 20.) francia ciszterci szerzetes majd apát, egyházi író és hittudós. Az egyháztörténet egyik legfontosabb személyisége, a 12. század egyik szellemi vezéregyénisége, nagy hatású szónok, aki európai jelentőségű eseményekben játszott főszerepet. Meghatározó alak volt az 1130-as pápai szakadás megszüntetésében. Megfellebbezhetetlen tekintélye okán nevezték egyebek közt „koronázatlan pápának és a század császárának”, korát pedig „Bernardin-kornak”.
Sokat tett azért, hogy a ciszterci rend elterjedjen Európában. Egész életében lankadatlanul tanította a clairvaux-i szerzeteseket. Igyekezett a pápasághoz kötni a rendet, harcos ideológiát dolgozott ki, amely nemcsak saját rendjének, de az egész római katolikus egyháznak szólt. Támogatta a keresztes hadjáratokat és tüzes beszédével sok embert meggyőzött arról, hogy részt vegyen a végül sikertelen második keresztes hadjáratban. Teológiai kérdésekben szembeszállt a 12. század korai skolasztikus mozgalmával, elítélve annak nagy képviselőjét, Pierre Abélardot. Konzervatív álláspontot képviselt korának (12. századi reneszánsz) mélyreható gazdasági, társadalmi és politikai változásait illetően. Jelentős szerepe volt abban, hogy a katharok elleni harc „szent háborúvá” vált.
1153-ban halt meg, 1174-ben, III. Sándor pápa uralkodása alatt avatták szentté, majd 1830-ban a katolikus egyházdoktorok sorába iktatták.

## Élete
Családja nemesi származású volt, Rőt Tescelin lovag és Aleth de Montbard  gyermekeként, hét gyermek közül a harmadikként született. Apja egy burgundiai herceg szolgálatában állt. Bernát anyai nagybátyja, André de Montbard a templomos lovagrend egyik alapítója volt.
Kilencéves korában beiratták a Chatillon-sur-Seine egyházi iskolájába. Az alapvető ismeretek elsajátítása után nyelvtant, retorikát és dialektikát tanult. Nagyon szerette az irodalmat, elmélyült a Biblia, az egyházatyák tanulmányozásában. Olvasta Horatius, Marcus Annaeus Lucanus, Lucius Annaeus Seneca (Luciliushoz írt levelek), Tacitus, Decimus Iunius Iuvenalis, Persius, Publius Papinius Statius, Publius Terentius Afer és főleg Marcus Tullius Cicero, Virgilius és Ovidius (A szerelem művészete) műveit. Rendkívül nagy humán műveltségre tett szert. Tanulmányai nem terjedtek ki az aritmetikára, geometriára, csillagászatra és a zenére.
16 vagy 17 éves volt, amikor meghalt édesanyja, akihez erős érzelmi kötelék kötötte és nagyon megviselte. Azután a nemes ifjak világi életét élte a kor szokása szerint, de úgy tűnik hamar elhivatást érzett, hogy belépjen egy szerzetesi rendbe. 
Mivel nem akarta felzaklatni családját a kolostorba vonulás gondolatával, jeruzsálemi zarándoklatra készült.
1112 táján ő és harminc másik burgundiai társa kért felvételt a Citeaux-i apátság kolostorába, amelyet 1098-ban alapított Molesmei Róbert és Harding István.

### Clairvaux alapítása
A cîteaux-i kis közösség olyan gyorsan nőtt, hogy hamarosan képes volt más fiókapátságokat létrehozni. 1115-ben Harding abbé elküldte Bernátot egy csoport szerzetes élén azzal a feladattal, hogy a Hugues de Champagne-tól kapott elszigetelt területen alapítson új ciszterci rendházat, aminek a latin clara vallis (fr. claire vallée) (világos völgy) nevet adták. Ebből keletkezett később a Clairvaux név. A Clairvaux-i apátságot-t 1115-ben alapították az Aube-folyó egyik mellékfolyójának vad völgyében. Itt Bernátot apátnak nevezték ki, ami figyelemre méltó gyors felemelkedés egy ilyen friss tag számára. Bár névleg a Cîteaux-i ciszterci apátság alá tartozott, Bernát hírnevének és befolyásának köszönhetően Clairvaux hamarosan a legfontosabb ciszterci központ lett.

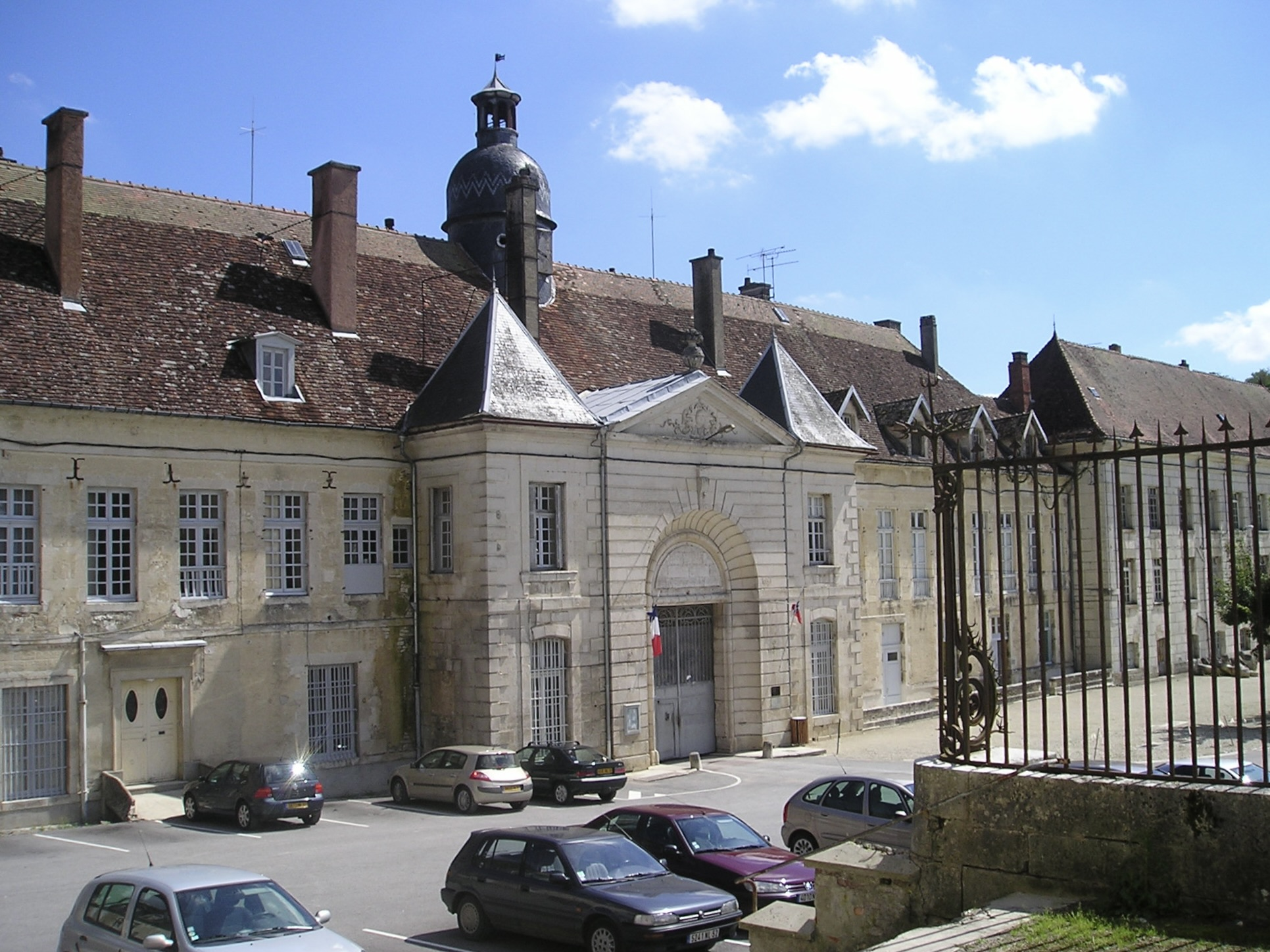
A clairvaux-i apátság (az egykori cellákban börtön működik Napóleon rendelete óta, de az apátság többi része látogatható)

A híres teológus, Guillaume de Champeaux érsek is megerősítette Bernátot ebben a hivatalában, melyet haláláig betöltött. A kezdeti idők nehezek voltak, mert Bernát rendkívül szigorú fegyelmet tartott.
Az emberek tömegesen keresték fel az apátságot. Bernát meggyőzte egész családját. Apja és öt fivére is beléptek a rendbe. Húga, Humbeline apáca lett Jully-les-Nonnains-ben.
Bernát óriási karizmatikus erejét illusztrálja a következő anekdota. 1129 körül Lincoln érseke meglepetéssel állapította meg, hogy nincs hír arról a lovagról, aki pihenőt szándékozott tartani Clairvaux-ban a Szentföldre menet. Bernát közölte vele, hogy a lovag megspórolta a jeruzsálemi út költségeit, mert belépett a rendbe.

### Szélesebb befolyása
Bernard kezdetben az volt a szándéka, hogy szigorúan csak a szerzetesi életnek és gondoknak szenteli magát, de hamarosan belekeveredett a külvilág ügyeibe. 1124-ben, amikor II. Honorius pápát megválasztották, Bernát már a legfontosabb francia egyházi emberek közé tartozott. Már részt vett a legfontosabb egyházi megbeszéléseken, és a pápai legátusok kikérték a tanácsát.
1129-ben Albanói Máté bíboros meghívta a troyesi zsinatra. Bernát, a keresztes hadjáratok szellemének lelkes támogatójaként fontos szerepet játszott Troyes-ban a Templomos Lovagok hivatalos vallási rendként való elismerésében.
A következő évben a Châlons-sur-Marne-i szinóduson a Henrik, verduni püspök ellen felhozott egyes vádakból eredő válságnak úgy vetett véget, hogy rávette a püspököt, hogy mondjon le.
1130-ban meghalt II. Honoriusz pápa és az egyházban szakadás tört ki két jelölt, II. Ince és II. Anaklét megválasztásával. Ince, miután Anaklét elüldözte Rómából, Franciaországban keresett menedéket. VI. Lajos király a francia püspökök nemzeti zsinatát hívta össze Étampesbe, és Bernátot választották ki, hogy ítélkezzen a rivális pápák között. Ő Ince mellett döntött.
Erőteljes szónok volt és jelentős befolyást gyakorolt a pápára vallási és polgári ügyekben.
A szeretetről prédikált, de a híres vézelayi prédikációja révén (1146) sok embert rávett arra, hogy segítsen megállítani az iszlám erők növekvő erejét és részt vegyen a második keresztes hadjáratban. Amikor a keresztes hadjárat csúnyán kudarcot vallott, a keresztesek bűneit okolta.

### Pierre Abélard
A külső alázatosság ellenére Bernát többször szenvedélyesen belekeveredett nagy vitába, de ezúttal nem egyházpolitikáról, hanem a teológiáról volt szó. Ellensége ezúttal a korának egyik legnagyobb intellektusa, Pierre Abélard skolasztikus filozófus volt.
Bernát 1121 óta ellenezte Abélardot, amikor is neki és másoknak sikerült kiszorítaniuk a briliáns tudóst a párizsi egyetemen betöltött posztjáról. A tudós ellen az eretnekség vádját hozta. Összesen 14 vádpontot emelt Abélard ellen a Szentháromság természetével és Isten irgalmával kapcsolatban.
Amikor Bernát 1141-ben újra megnyitotta az ügyet a sensi zsinaton, Abélard Rómához fordult. Bernátnak ennek ellenére sikerült elérnie, hogy a zsinat elítélje. Egy pillanatig sem pihent, amíg a következő évben Rómában meg nem hozták a második elítélést. Ezután Petrus Venerabilis fölvette Abélardot a clunyi kolostor szerzetesei közé, ahol rövid idő múlva meghalt.

### Újabb apátságok
1118-ban három újabb apátságot alapítottak, mert a Clairvaux-i szűknek bizonyult. La Ferté, Pontigny és Morimond baráti vagy szövetséges földesurak birtokain épültek. Citeaux, Clairvaux és a három új apátság képezte az új rend öt hídfőállását és mindegyik önállóan működött. 1115 és 1133 között rendkívül nehéz körülmények között élt a közösség. Hosszas rábeszélés után Bernát döntött az apátsági épületek bővítéséről. 1145-ben felszentelték a templomot és 1153-ban befejezték az apátság nyugati szárnyát, ahol a dolgozó barátok kaptak helyet. Clairvaux 68 új apátságot alapított. 1119-ben Bernát tagja lett ciszterciek általános tanácsának, amelyet Étienne Harding hívott össze. A tanács kidolgozta a rend szervezetét és irányítását a Carta caritatisban, amelyet nem sokkal azután II. Kallixtusz pápa megerősített. 1132-ben a pápa elismerte Clairvaux Clunytől való függetlenségét.

### Bernát és a ciszterciek
Bernát hírnevének egyik eredménye a ciszterci rend növekedése volt. 1130 és 1145 között nem kevesebb, mint kilencvenhárom Clairvaux-hoz kapcsolódó kolostort alapítottak, vagy más szabályok alapján kapcsolódtak hozzá, köztük három Angliában és egy Írországban létesült.
1145-ben egy másik ciszterci szerzetest, aki egykor maga a clairvaux-i közösség tagja volt, III. Jenő néven pápa lett. Ez a rend diadala volt.

## Tanítása és írásai

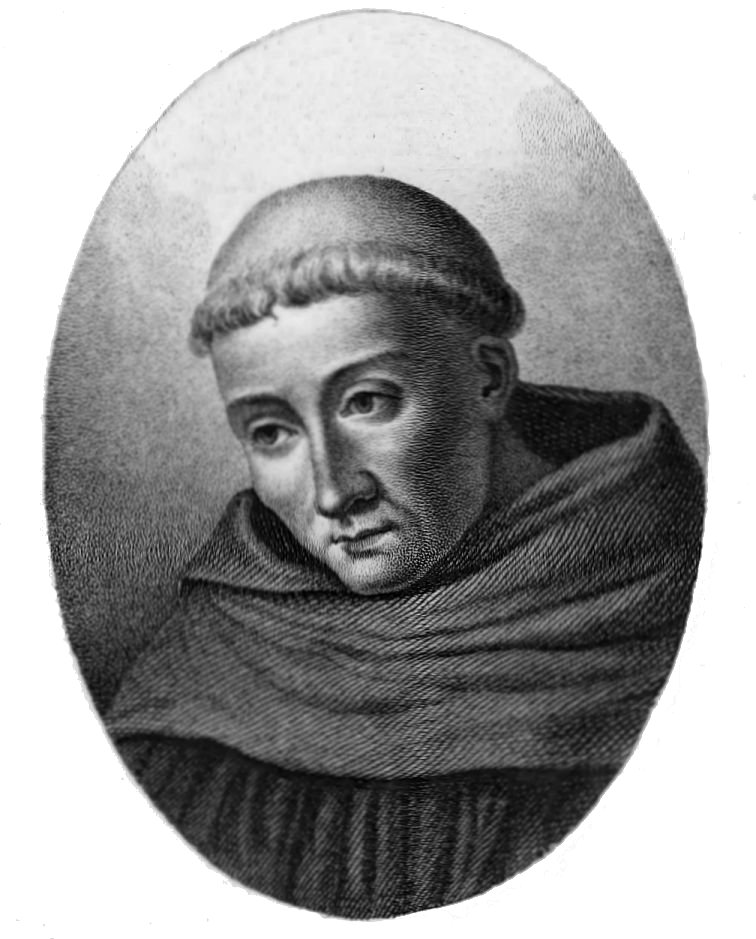
Clairvaux-i Szent Bernát

Hivatalba lépésétől kezdve számos értekezést, homíliát írt és Guillaume de Saint-Thierry megbízásából apológiát, amelyben megvédte a fehér bencéseket (a cisztercieket) a fekete bencésekkel (cluny rend) szemben. A világi életről való lemondás, a szegénység vállalása és a manuális munka végzése mellett Bernát megkövetelte a szellemi tisztaságot, minden olyan dolog kerülését, ami elvonja a figyelmet és szórakozásra ösztönöz. Pierre le Vénérable, A cluny-i apát barátságos hangon válaszolt, s eltérő ideológiai felfogásuk ellenére a két apát barátságot kötött.
De moribus et officiis Episcoporum (A püspökök erkölcseiről és kötelezettségeiről). A vadkan gúnynevű Henri de Boisrogues-hoz, Sens érsekéhez írta eredetileg.
Isten szeretetéről (De diligendo Deo). Ez a misztikus írás arra szólítja fel a hívőt, hogy szeresse Istent. Induljon el a szeretet útján s addig meg ne álljon, amíg el nem éri a tökéletes szeretet szintjét. Arra a kérdésre, hogy „Miért és mennyire kell szeretni a Teremtőt?”, Bernát ezt válaszolta: „Isten iránti szeretetünk oka Isten maga. A szeretet mértéke pedig határtalan”.
A kegyelemről és a szabad akaratról (De gratia et Libero arbitrio). Ebben a teológiai értekezésben fejti ki gondolatait az ember szabad akaratával, az eredeti bűnnel és a kegyelemmel kapcsolatban. Elsősorban Szent Ágoston, de Canterburyi Szent Anzelm hatása is érződik a műben.
A (papok) megtéréséről (De conversione). A lélek megtéréséről szól az ész és az akarat megnyerésén keresztül. Isten felé haladó úton a nyolc boldogság (Máté evangéliuma, 5. fejezet, Hegyi beszéd) szerint kell haladni. Ez az írás alkalmat adott Bernátnak arra, hogy bírálja a botrányt okozó papokat. Bernát szerint a szerzetesség a keresztényi élet beteljesedése és a megtérés utolsó állomása.
Abélard tévedései ellen (Contra errores Abaelardi). Pierre Abélard-t megvádolta a sens-i zsinaton. Abélard testesítette meg mindazt, amit Bernát gyűlölt: a népszerűséget, a győztes intelligenciát, az arrogáns magatartást, a dialektika győzelmét, az észérvek felsorakoztatását a hittel szemben. Bernard visszautasította, hogy Isten titkait észérvekkel vizsgálják és kérdőjelezzék meg.
A megfontolásról (De consideratio). Élete végén írta ezt az értekezést III. Jenő pápához, akivel nem volt mindig felhőtlen a kapcsolata. Vállalja a személyes felelősséget a II. keresztes hadjárat sikertelenségéért. „Engem bíráljanak az emberek és ne Istent„ írta.
Beszédek (Sermones). Különböző témákban születtek prédikációk. Az Énekek énekéről 86 beszédet írt.
Levelek. Bernát számos levelet intézett a papsághoz, különösen az érsekekhez, melyekben reformokra ösztönözte őket. 495 levél maradt fent.
Az egyházi ének vagy az antiphonárium helyesbítése (De cantu seu correctione antiphonarii)
A gregorián énekek reformja Bernát irányításával történt a ciszterci szellem szigorúsága jegyében. A ciszterci liturgikus énekhagyományt a mai napig megőrizték a svájci Hauterive apátságban, Fribourg kantonban (Antiphonarii cistercisenses). A ciszterci hagyományokból merítve alakította ki a Domonkos-rend a XIII. században saját liturgiáját.
5 egyházi himnuszt is tulajdonítanak Bernátnak. És ha valóban ő írta ezeket, igazán megérdemli a Doctor mellifluus devotusque (mézajkú) jelzőt.

## Egyházpolitikai tevékenysége

### A templomosok
A Hugues de Payns vezetésével 1120 körül létrejött aszketikus templomos lovagrendet 1129-ben a II. Honoriusz pápa által összehívott troyes-i zsinaton hivatalosan is jóváhagyták. Bernátot nevezték ki a zsinat titkárává. A papság egy része nem fogadta el, hogy az egyszerű szerzetes olyan dolgokba szól bele, amik nem tartoznak hatáskörébe. Végül elfogadták közreműködését. A zsinatot követően rögzítették a rend reguláját, amelyet a benedeki regula alapján Bernát szerkesztett. Így nyert hivatalos elismertetést a szent háború fogalma a katolikus egyház doktrínájában. A lovagság és a keresztes hadjáratok történetének elismert szakértője, Jean Flori francia történész alapján a „doktrína szörnyszülöttje” az olyan szerzetesrend, melyet kardforgatásra és vérontásra hívtak életre.
Payns nagymester felkérésére, 1132-1135 között összeállította A templomos lovagokhoz: Az új lovagság dicsérete című írását, amelyben a háborúzás értelmét, a rend szerepét és küldetését tárta fel, vallási-szellemi távlatokat adva annak. Nagyszerű tettnek tekintette a keresztes hadjáratok lovagi ideálját, az Úrért való meghalást. E lovagrendhez írt levelében teológiai indoklást ad a vallási indíttatású fegyveres cselekményekhez.
A „Krisztus lovagjai”nak írt levelében kijelentette:

„Amikor megöl egy gonosztevőt, joggal nem gyilkosnak tekintik, hanem a „rossz gyilkosának” és Krisztus bosszúállójának a gonosztevők felé, a keresztény nép védelmezőjének... 

Irtsák ki azokat, akik fenyegetnek bennünket, és űzzenek ki minden gonosztevőt, aki megpróbálja elvinni Jeruzsálemből a keresztény nép ott tárolt felbecsülhetetlen értékű gazdagságát, akik beszennyezik a szent helyeket, akik apáról fiúra adják Isten szentélyét, az Úr városát.
 ”

– (De Laude Novae Militiae)

### Skizma, 1130–1138
1130-ban, II. Honoriusz pápa halála után az egyházi és világi méltóságok a II. Anaklét és II. Ince pápákat egymással szemben támogató pártra szakadtak. II. Anaklét mellé állt II. Roger szicíliai király, később Puglia és Calabria hercege. Franciaországban VI. Lajos összehívta a zsinatot Étampes-ba, és kérte Bernátot, hogy vegyen részt a tanácskozáson. Szenvedélyes hangú felszólalásában II. Ince pápát támogatta, valószínűleg Anaklét zsidó származása miatt. Bernát, aki később a II. keresztes hadjárat idején védelmébe vette a zsidókat, azt írta, hogy sértésnek venné, ha zsidó foglalná el Szent Péter helyét.
Franciaország királya és papsága elismerte ekkor II. Incét, aki francia földre menekült. III. Lothár is II. Incét támogatta és fegyveres küldöttséget vezetett Rómába, hogy beiktassák őt. Bernát is elkísérte. 1133-ban érkeztek a szent városba, de Anaklét támogatói hamarosan megtámadták II. Incét. 1135 májusában Pisába hívták össze a zsinatot, hogy kizárják Anaklétot az egyházból. Bernát heves hangú beszédet mondott, és igyekezett Milánót II. Ince mellé állítani. 1137-ben nem sikerült II. Rogert megnyernie. Néhány héttel később, 1138 januárjában elhunyt Anaklét, amivel véget ért a szkizma. Anaklét illegitimitásának állítása, Ince pápa helyzetének fokozatos megerősödése segítette kimunkálni Bernát elképzelését az Egyház egységéről mint a kereszténység univerzalitásának zálogáróol.

### Keresztes háborúk
Prédikációival Európa-szerte a keresztes hadjáratok iránti lelkesedés hullámát váltotta ki. Észak-Franciaországban, Flandriában, a Rajna- és a Majna-parton kampányolt értük.
Bernát idejében a keresztes hadjárat gondolata már nem csak Jeruzsálem és a keresztes államok védelmére vonatkozott, hanem az európai célokra is kiterjesztették. Dieter Hehl német történész alapján Bernhát „valószínűleg az első volt, aki az erőszakos küldetések gondolatát megalapozta a keresztes hadjáratok történetében”.
 
A tanítása fordulópontnak tekinthető az igazságos védekező háború ideológiájában.

#### Második keresztes hadjárat
1145-ben trónra lépett III. Jenő pápa, egykori clairvaux-i szerzetes, Bernát tanítványa és barátja. Amikor a Jeruzsálemi Királyság veszélybe került az Edesszai Grófság eleste után, III. Jenő elfogadta az antiokheiai fejedelem oltalomkérését. A pápa felkérte Bernátot, hogy hirdesse meg a második keresztes hadjáratot. Az apát ekkor volt 56 éves. A katharok mozgalma sok gondot okozott neki, és nem akart foglalkozni egy újabb keresztes háborúval. Végül győzött a pápa iránti engedelmesség és 1146. március 31-én, húsvét napján beszédet mondott Vézelay dombján az összegyűlt lovagok és a népes tömeg előtt. A német-római császár, III. Konrád vonakodott attól, hogy részt vegyen a később kudarcba is fúlt hadjáratban, de Bernátnak sikerült őt meggyőznie.

#### Vendek
Bernát 1147-ben írt levele, amelyben keresztes hadjáratra szólított fel a pogány vendek (elbai szlávok) ellen, az egyik leghírhedtebb vallásháborús felhívás. Bernát alapján az ellenük való küzdelmet addig kell folytatni, „amíg Isten segítségével meg nem térnek vagy meg nem semmisülnek.”
A második keresztes hadjárattal egyidőben lezajlott vend keresztes hadjárat a terület pusztítását, kényszer keresztségeket, a lakosság részleges „megtérését” eredményezte.

#### Katharok
Bernát fél évszázada halott volt a katharok elleni keresztes hadjárat kezdetén – de a katolikus egyház fontos alakja volt, amikor a Languedoc-i kathar „eretnekség” először felkeltette a figyelmet. Hatása sokféleképpen érezhető volt a keresztes hadjárat során.
A 12. század közepe felé egy Lausanne-i Henrik misztikus prédikációja felhívta a figyelmet a római katolikus egyház és gyakorlat hibáira. 1145 júniusában, Alberic ostiai bíboros hívására Bernát Toulouse grófjának területére utazott, hogy leküzdje az eretnekséget. A fenyegetést akkoriban nem katarizmusként fogták fel, hanem mint Henrik mozgalmát, aki Okcitaniába érkezett, mivel Bernát szerint már „Franciaország minden részéből menekülni kényszerült”.
Az „eretnekek”ről szólva úgy vélte, hogy "kétségtelenül jobb lenne, ha karddal kényszerítenék őket, mint ha hagynák, hogy sok más személyt vonjanak be a tévedésükbe". Isten ellenségeinek megölése nem pusztán megengedett volt, hanem dicsőséges is.

#### Zsidók
A zsidó enciklopédia alapján Bernát prédikációinak egyik következménye volt, hogy a Rajna-vidéken zsidóellenes pogromok sorozata indult. Az egykori ciszterci szerzetesből népszónokká lett Raoul (vagy Roudolf) arra kényszerítette a zsidókat, hogy válasszanak a halál vagy a megkeresztelkedés között. Bernát a zsidókat érintő mészárlásokkal szemben erőteljesen tiltakozott és a a kiküldött levelében meghatározta a zsidókkal kapcsolatos általános politika irányvonalait, amelyek a római katolikus egyházat később is vezérelték.
Hangsúlyozta a zsidók és a muszlimok közötti különbséget; bár helyesnek tartotta fegyvert fogni a muszlimok ellen, fenntartotta, hogy a zsidókat tilos támadni.
A felégetett zsinagógák előtt prédikált és elérte, hogy véget értek a pogromok.

## Művei

Bernardi Opera, 1719

### Összkiadás latin nyelven
- S. Bernardi Claraevallensis opera omnia

### Magyarul
- Sz. Bernard Atyanak szep aitatos elmelkedesi, Az emberi állapat isméretiroel : Más-képpen A’ Lélekroel való KoenyvecskéjeMellyet a’ Keresztyének koezoensęges épueletire meg-magyarázott Eperjessi Madarasz Marton, azon helyben A’ Magyar Ekklesianak Meltatlan Lelki-pásztora; Lötsen, 1649
- Dialógus az az: Egy kárhozatra szállott gazdag test, és léleknek egymással való beszélgetések, mellyet régenten Szent Bernárd írt vólt deákul; Academia Ny., Nagyszombat, 1724
- Ember, törődj a lelkeddel; ford. Eőri János; Szalézi Művek, Rákospalota, 1938 (A lelkiélet kis könyvei)
- Az Isten szeretetéről szóló könyv; ford. Dombi Márk; Korda, Budapest, 1938
- A jó élet módja. Clairvauxi Szent Bernát neve alatt ismert könyv; sajtó alá rend. Vargha Damján; Szt. István Társulat, Budapest, 1943 (új kiadása: Clarvaux-i Szent Bernát: A jó élet módja; Tinta Könyvkiadó Kft., 2015, ISBN 978-963-409-026-7, 156 p.)
- Clairvauxi Szent Bernát műveiből elmélkedési anyag. Evezz a mélyre!; összeáll., ford. Golenszky Kandid; Korda, Budapest, 1948
- Lángolj és világíts. Válogatás Szent Bernát műveiből; ford. Golenszky Kandid; Ecclesia, Budapest, 1978, ISBN 963-363-907-7, 368 p.
- Beszédek az Énekek Énekéhez (ford. Fröhlich Ida, Redl Károly); in: Az égi és a földi szépről – Források a későantik és a középkori esztétika történetéhez (közreadja Redl Károly), Gondolat Könyvkiadó, Budapest, 1988, ISBN 963-281-843-1, 272–274. pp.
- Evezz a mélyre!; Golenszky Kandid ford. felhasználásával; Mécses, Budapest, 1993
- Evezz a mélyre!; Golenszky Kandid ford. felhasználásával; Agapé, Novi Sad, 1993
- Hitünk élete a szeretet. Lelki napló; szerk. Jacob Hochreiter; Bencés, Pannonhalma, 1997 (Lelkiségi füzetek)
- Az első és második keresztes háború korának forrásai / Névtelen krónikás: A frankok és a többi jeruzsálemi zarándok tettei / Levelek, oklevelek az első keresztes háború korából / Clairvaux-i Szent Bernát: A Templom lovagjainak ajánlott könyv az új lovagság dicséretéről; vál., ford., jegyz., utószó Veszprémy László; Szt. István Társulat, Budapest, 1999 (Középkori keresztény írók) ISBN 963-361-043-5, 167-205. pp.
- A kegyelemről és a szabad elhatározásról / Hogyan szeressük Istent?; ford., előszó, jegyz. Németh Csaba, szerk. Herczeg Zsuzsanna; Paulus Hungarus–Kairosz, Budapest, 2002 , ISBN 963-9406-79-1, 220 p.
- De consideratione / A megfontolásról. Jenő pápának; ford. Szegedi János; Kairosz, Budapest, 2005, ISBN 978-963-751-060-1, 208 p.
- Az alázat és a gőg fokairól / A megtérésről; Szt. Mauríciusz Monostor–L'Harmattan, Bakonybél–Budapest, 2008 (Lectio divina), ISBN 978-963-236-083-6, 116 p.
- Szent Bernát világosvölgyi apátúrnak Az jó életnek módjáról való könyve; ford. Ebeczky Sándor, sajtó alá rend., bev. T. Fejes Ildikó; PPKE BTK, Piliscsaba, 2013 (Pázmány irodalmi műhely. Lelkiségtörténeti források)
- A jó élet módja. Clairvaux-i Szent Bernát neve alatt ismert könyv; összeáll., jegyz. Vargha Damján György, szöveggond. Dauner Orsolya Cecília; Tinta, Budapest, 2015
- Szent Bernát ujjongása Jézus nevére; in: Babits Mihály: Amor Sanctus – A középkor latin himnuszai, Magyar Szemle Társaság, Budapest, 1933, 126–132. pp.
- Szent Bernát ritmusa az isteni szeretetről; in: Babits Mihály: Amor Sanctus – A középkor latin himnuszai, Magyar Szemle Társaság, Budapest, 1933, 132–138. pp.
- Szíve öröme tapsolása Jézus Szent Nevéről; in: Sík Sándor: Himnuszok könyve, Szent István Társulat, Budapest, 1943, 327 p.
- Szent Bernát clairvauxi apát élete és művei I–II.; írta és ford. Piszter Imre; Hornyánszky Viktor Cs. és Kir. udvari Könyvnyomdája, Budapest, 1899

## Emlékezete
- A 608. számú Schola Caritatis Cserkészcsapat (Szekszárd) és a 433. Szent Bernát cserkészcsapat (Budapest, Szentimreváros) védőszentje.
- A Madonnával közös szobra (Mathias Wenzel Jäckel 1709-ben, homokkőből faragott műve) a prágai Károly híd Óváros felőli végén áll.[2]